# 仁愛醫療財團法人
仁愛醫療財團法人仁愛醫院是臺中市的連鎖醫院，1947年設立於臺中市中區（今臺中仁愛醫院），2021年8月與長庚醫療財團法人合作聯盟。目前旗下包含兩間醫院（臺中仁愛醫院、大里仁愛醫院）。

## 歷史
- 1945年，由廖泉生創立於中國大陸瀋陽市。
- 1947年，返台後於臺中市設立仁愛診所。
- 1966年，擴建為「仁愛綜合醫院」。
- 1987年，行政院衛生署評鑑為「地區教學醫院」。
- 1995年，大里院區落成啟用，台中院區成為分院。
- 2000年，大里院區，台中院區經行政院衛生署評鑑為「區域教學醫院」
- 2008年，法人更名為「仁愛醫療財團法人」，大里院區全銜改為「仁愛醫療財團法人大里仁愛醫院」、台中院區全銜改為「仁愛醫療財團法人台中仁愛醫院」、護理之家全銜改為「仁愛醫療財團法人大里仁愛護理之家」[1]。
- 2018年，成立「仁愛醫療財團法人附設台中市私立大里仁愛居家式服務類長期照顧服務機構」。
- 2019年，成立「仁愛醫療財團法人附設大里仁愛居家護理所」，大里院區的泉生醫療大樓啟用。
- 2021年8月27日，正式與長庚醫療財團法人建立合作聯盟，新Logo加入長庚元素，董事會改組後由原長庚醫師擔任董事長與總院長，但醫院與法人組職名稱不變。

## 組織

### 董事會
- 名譽董事長：廖仁
- 董事長：謝燦堂
- 董事：詹廖明義、鐘登科、廖勝揮、廖美南、洪志凌、葉文凌、李威震、趙世晃
- 監察人：曾敏昌
  - 執行秘書：陳明慧
    - 助理秘書：黃令媛
    - 助理秘書：許麗令

### 醫療體系
- - 院長：龔嘉德
    - 副院長：王瑞欽副院長、黃挺碩副院長

- 醫務管理組、護理品管組、經營管理組、總務管理組
- 院務委員會

#### 醫院部門

##### 大里仁愛醫院
- 行政單位
- 護理單位
- 醫技單位
- 醫療單位
- 大里仁愛護理之家
- 大里仁愛居家式服務類長照機構
- 大里仁愛居家護理所

##### 台中仁愛醫院
- 行政單位、護理單位、醫技單位、醫療單位

#### 特色醫療中心[2]
- 台灣脊椎中心
- 腫瘤治療中心
- 美容醫學中心
- 達文西手術中心
- 糖尿病衛教中心
- 健康檢查中心
- 失智共照中心
- 高壓氧治療中心
- 疼痛治療中心

## 外部連結
- 仁愛醫療財團法人全球資訊網 （页面存档备份，存于）
- 仁愛醫院的Facebook專頁